# Temporitzador

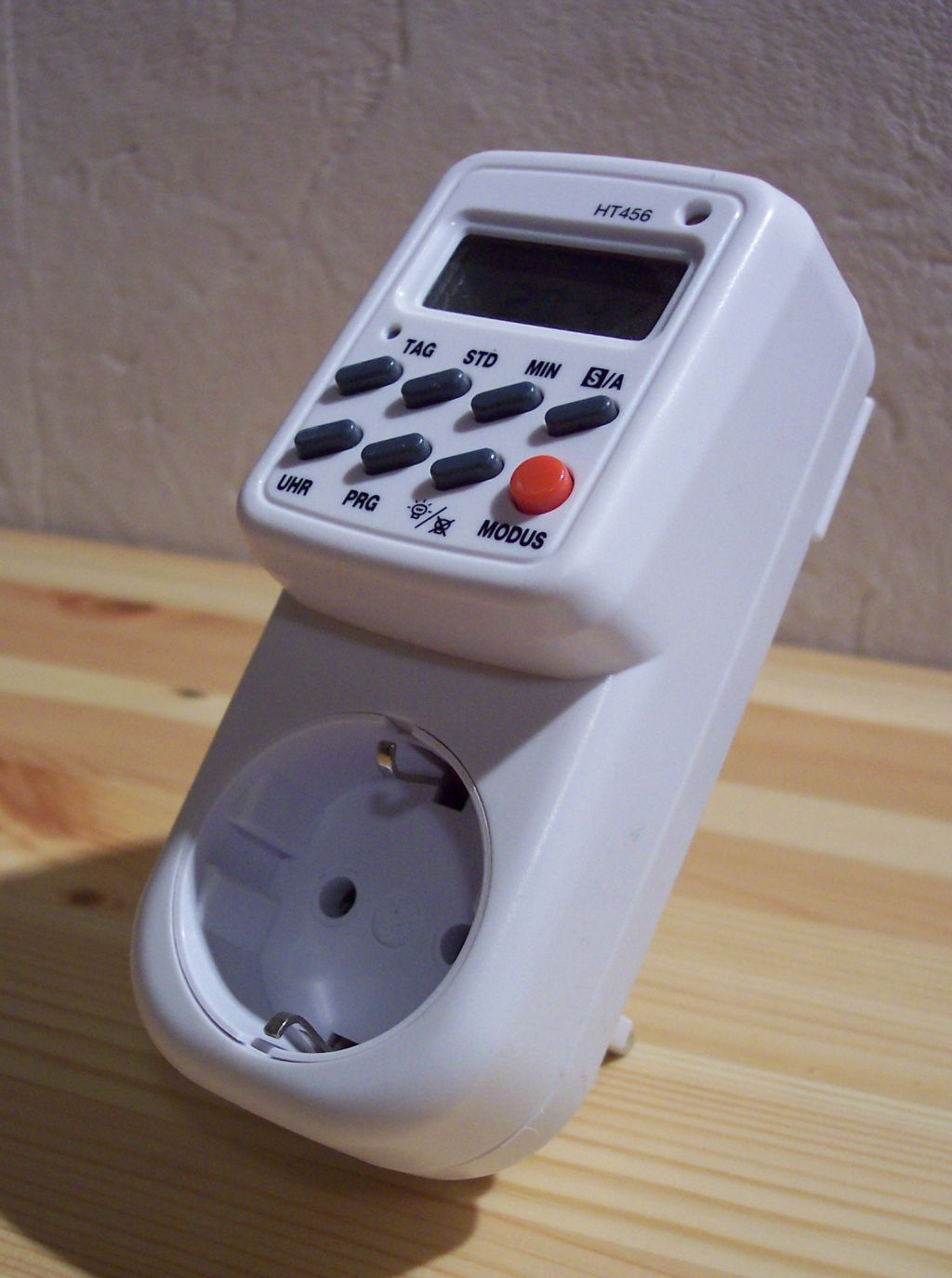
Sòcol amb un temporitzador.

Un  temporitzador  o  minuter  és un dispositiu, amb freqüència programable, que permet mesurar el temps. La primera generació van ser els rellotges de sorra, que van ser substituïts per rellotges convencionals i més tard per un dispositiu íntegrament electrònic. Quan transcorre el temps configurat es fa saltar una alarma o alguna altra funció a manera d'advertència.
Els temporitzadors es poden classificar en dos tipus principals. La paraula "temporitzador" se sol reservar per als dispositius que fan el compte enrere a partir d'un interval de temps determinat, mentre que els dispositius que fan el contrari, mesurant el temps transcorregut comptant cap amunt des de zero, s'anomenen cronòmetres. Un exemple senzill del primer tipus és un rellotge de sorra.

## Electromecànic

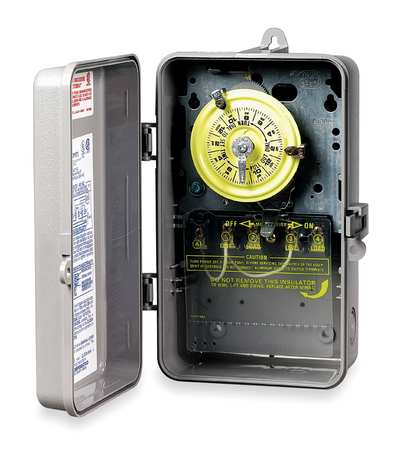

Els temporitzadors electromecànics bimetàl·lics de curt període utilitzen un mecanisme tèrmic, amb un dit metàl·lic fet de tires de dos metalls amb diferents índexs d'expansió tèrmica intercalats entre si, l'acer i el bronze són habituals. Un corrent elèctric que flueix a través d'aquest dit provoca l'escalfament dels metalls, un costat s'expandeix menys que l'altre i un contacte elèctric a l'extrem del dit s'allunya o cap a un contacte d'interruptor elèctric. L'ús més comú d'aquest tipus és en les unitats "intermitents" que parpellegen els intermitents dels automòbils, i de vegades els llums de Nadal. Aquest és un tipus de multivibrador no electrònic.

## Mecànic
Rellotge d'ús mecànic per mesurar el temps. Els temporitzadors manuals solen configurar-se girant un dial a l'interval de temps desitjat, girant el dial emmagatzema energia en un ressort principal per fer funcionar el mecanisme. Funcionen de manera semblant a un despertador mecànic, l'energia del moll principal fa que un volant d'equilibri giri cap endavant i cap enrere. Cada gir de la roda allibera el tren d'engranatges per avançar una petita quantitat fixa, fent que el dial es mogui constantment cap enrere fins que arriba a zero quan un braç de palanca colpeja una campana. El temporitzador mecànic de cuina es va inventar l'any 1926 anomenada mosca del ventilador que gira contra la resistència de l'aire, els temporitzadors d'ou mecànics de baixa precisió són de vegades d'aquest tipus.

## Digital

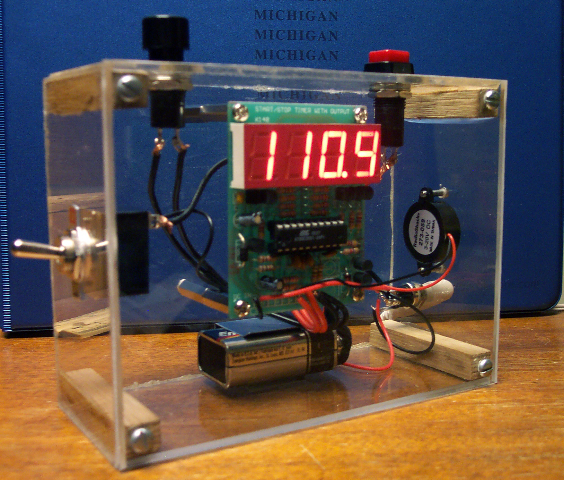
Un simple temporitzador digital. El PCB amb xip de control i pantalla LED.

Temporitzadors electrònics són essencialment rellotges de quars amb electrònica especial i poden aconseguir una precisió més alta que els temporitzadors mecànics. Els temporitzadors electrònics tenen electrònica digital, però poden tenir una pantalla analògica o digital. Els circuits integrats han fet que la lògica digital sigui tan barata que ara un temporitzador electrònic és menys car que molts temporitzadors mecànics i electromecànics. Els temporitzadors individuals s'implementen com un sistema informàtic simple d'un sol xip, semblant a un rellotge i normalment utilitzant la mateixa tecnologia, produïda en massa.
Els controladors moderns utilitzen un controlador lògic programable (PLC) en lloc d'una caixa plena de peces electromecàniques. La lògica normalment es dissenya com si es tractés de relés, utilitzant un llenguatge informàtic especial anomenat lògica d'escala. En els PLC, els temporitzadors solen ser simulats pel programari integrat al controlador. Cada temporitzador és només una entrada en una taula

## Ús domèstic

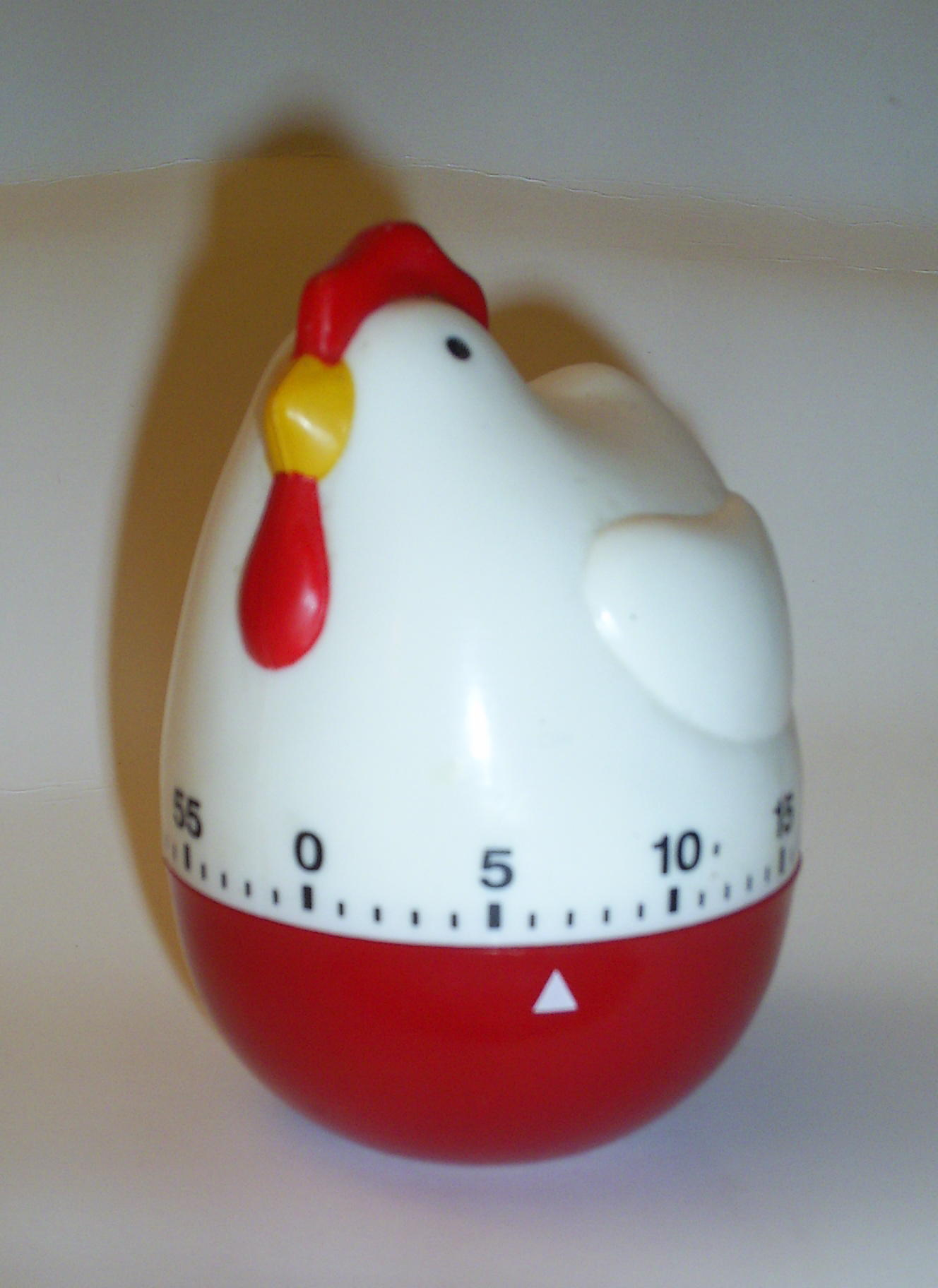
Un temporitzador per a la cuina.

Un temporitzador pot ser un estri de cuina que permet controlar els temps de cocció. Sovint s'integren en els forns convencionals o forns microones. També aparells com la rentadora o l'assecadora estan equipats amb temporitzadors.
En l'actualitat la major part dels aparells electrònics, com ara els telèfons mòbils o els ordinadors personals, compten amb una funció de temporitzador.
Un temporitzador pot utilitzar també com un simulador de presència, permetent que un aparell electrònic (com una ràdio o una llum) romangui encès durant un temps predeterminat, per tal de prevenir robatoris.
Igualment pot utilitzar perquè un dispositiu connectat al corrent elèctric es connecti o desconnecti en un moment donat (relatiu, ex. Al d'una hora o absolut, ex. A les 13 hores). Això és especialment útil per aquells aparells que no compten amb un temporitzador propi o que no poden programar-se.

## Altres usos
El temporitzador és un element important en molts camps, com per exemple en els laboratoris biològics, on permet controlar amb precisió el temps d'exposició, com ara la digestió enzimàtica. També s'utilitza per a la detonació d'explosius, permetent evacuar una àrea de perill.
Algunes aplicacions de temporitzadors poden ajudar els nens a entendre el concepte de temps, ajudar-los a acabar les tasques a temps i ajudar-los a motivar-se. Aquestes aplicacions s'utilitzen especialment amb nens amb discapacitat com el TDAH, síndrome de Down, etc., però tots els altres també se'n poden beneficiar.